# Awake
Awake — музичний альбом гурту Dream Theater. Виданий 4 жовтня 1994 року лейблом EastWest Records. Загальна тривалість композицій становить 75:01. Альбом відносять до напрямку прогресивний метал.

## Список композицій
Автор музики Dream Theater, окрім зазначених інакше. 
| #     | Назва                                                          | Автор слів        | Тривалість |
| ----- | -------------------------------------------------------------- | ----------------- | ---------- |
| 1.    | «6:00»                                                         | Мур               | 5:31       |
| 2.    | «Caught in a Web»                                              | ЛаБрі, Петруччі   | 5:28       |
| 3.    | «Innocence Faded»                                              | Петруччі          | 5:42       |
| 4.    | «A Mind Beside Itself: I. Erotomania»                          | (інструментальна) | 6:44       |
| 5.    | «A Mind Beside Itself: II. Voices»                             | Петруччі          | 9:53       |
| 6.    | «A Mind Beside Itself: III. The Silent Man» (музика: Петруччі) | Петруччі          | 3:47       |
| 7.    | «The Mirror»                                                   | Портной           | 6:45       |
| 8.    | «Lie»                                                          | Мур               | 6:33       |
| 9.    | «Lifting Shadows Off a Dream»                                  | Маянг             | 6:05       |
| 10.   | «Scarred»                                                      | Петруччі          | 10:59      |
| 11.   | «Space-Dye Vest» (музика: Мур)                                 | Мур               | 7:29       |
| 74:56 |                                                                |                   |            |

| Японський 3" бонус-диск | Японський 3" бонус-диск | Японський 3" бонус-диск | Японський 3" бонус-диск |
| #                       | Назва                   | Автор слів              | Тривалість              |
| ----------------------- | ----------------------- | ----------------------- | ----------------------- |
| 1.                      | «Eve»                   | (інструментальна)       | 5:05                    |

## Учасники запису
| Dream Theater - Джеймс Лабрі — вокал - Джон Петруччі — гітара, бек-вокал - Кевін Мур — клавішні - Джон Маянґ — бас-гітара - Майк Портной — ударні | Технічний персонал - Джон Пьорделл і Дуан Барон — продюсери, звукорежисери, мікшери, бек-вокал (6) - Тед Дженсен — мастеринг - Річ Керн — програмування (11) - Ларрі Фрімантл і Дональд Мей — артдиректори - Dream Theater і Ден Муро — дизайн обкладинки - Денніс Келлі — фотографії |